# استپان آلاجاجیان
استپان یغیایی آلاجاجیان (ارمنی: Ստեփան Եղիայի Ալաջաջյան؛  زادهٔ ۳ ژانویهٔ ۱۹۲۴ - درگذشته ۲۳ دسامبر ۲۰۱۰) مترجم، نثرنویس اهل ارمنستان بود.

## زندگی‌نامه
وی در ۳ ژانویهٔ ۱۹۲۴ در حلب به دنیا آمد و از دانشکده زبان‌شناسی ارمنی دانشگاه دولتی ایروان (۱۹۵۱) فارغ‌التحصیل گشت. وی عضو اتحادیه نویسندگان اتحاد شوروی بود و در خورهردایین گراکانوتیون، اتحادیه نویسندگان ارمنستان و موزه هنر و ادبیات چارنتس فعالیت می‌کرد. همچنین برندهٔ جوایزی همچون نشان دوستی خلق و چهره فرهنگی شایسته ارمنستان شوروی شده‌است. وی در ۲۳ دسامبر ۲۰۱۰ در سن ۸۶ سالگی در لس آنجلس درگذشت.

## ترجمه به فارسی
از استپان آلاجاجیان تاکنون آثار زیر به فارسی ترجمه شده و به چاپ رسیده است:
- آخ‍ری‍ن‌ ک‍ش‍ت‍ار: ن‍ی‌ه‍ا س‍ر ف‍رود ن‍ی‍اوردن‍د، ت‍رج‍مۀ داوی‍د خ‍اچ‍اطوری‍ان‌، [ب‍ی‌ج‍ا]: چاپخانۀ خرمی، ۱۳۵۱. (این کتاب با نام قتل عام ارامنه نیز به چاپ رسیده‌است.)